# Anh hùng lao động Xã hội Chủ nghĩa Liên Xô
Anh hùng Lao động Xã hội chủ nghĩa (tiếng Nga: Геро́й Социалисти́ческого Труда́, đã Latinh hoá: Gerój Socialistíčeskogo Trudá) là danh hiệu nhà nước Liên Xô, đồng thời là danh hiệu cao nhất cho lĩnh vực lao động từ năm 1938 đến năm 1991.

## Lịch sử
Danh hiệu Anh hùng Lao động Xã hội chủ nghĩa và Quy chế về danh hiệu được thành lập theo Nghị định của Đoàn Chủ tịch Xô viết Tối cao Liên Xô ngày 27 tháng 12 năm 1938 "Về việc xác lập danh hiệu cao nhất - danh hiệu Anh hùng Lao động Xã hội chủ nghĩa". Trước đây đã có danh hiệu Anh hùng Lao động (Герой Труда).
Nội dung Quy chế có đoạn: "Danh hiệu Anh hùng Lao động Xã hội chủ nghĩa là danh hiệu cao nhất trong lĩnh vực xây dựng kinh tế, văn hóa và được trao tặng cho những cá nhân có hoạt động sáng tạo đặc biệt xuất sắc trong lĩnh vực công, nông nghiệp, giao thông, thương mại, khám phá khoa học và phát minh kỹ thuật, đã đóng góp công lao đặc biệt cho nhà nước, góp phần vào sự phát triển kinh tế, văn hóa, khoa học quốc gia, phát triển sức mạnh và vinh quang của Liên Xô". Theo Quy chế, Anh hùng Lao động Xã hội chủ nghĩa được tặng thưởng thêm Huân chương Lenin và bằng khen của Đoàn Chủ tịch Xô viết tối cao Liên Xô.
Một năm sau khi danh hiệu được thành lập, danh hiệu được trao lần đầu tiên vào ngày 20 tháng 12 năm 1939, danh hiệu Anh hùng Lao động Xã hội Chủ nghĩa được trao cho Stalin để vinh danh sinh nhật lần thứ sáu mươi của ông và "vì những công lao đặc biệt trong việc tổ chức Đảng Bolshevik, tạo thành nhà nước Xô viết, xây dựng xã hội Xã hội chủ nghĩa ở Liên Xô và tăng cường tình hữu nghị giữa các dân tộc trong Liên bang Xô viết".
Sau đó, theo Nghị định của Đoàn Chủ tịch Xô Viết Tối cao Liên Xô ngày 22 tháng 5 năm 1940 "Về huân chương bổ sung cho Anh hùng Lao động Xã hội Chủ nghĩa", một huân chương đặc biệt đã được thành lập - huân chương vàng "Búa liềm" (Медаль «Серп и Молот»).
Ban đầu, không phong tặng Anh hùng Lao động Xã hội chủ nghĩa và tặng thưởng huân chương "Búa liềm" lần thứ hai cho một chiến công lao động đặc biệt nữa. Trong Nghị định của Đoàn Chủ tịch Xô viết Tối cao Liên Xô ngày 3 tháng 3 năm 1949 lần đầu tiên đã quy định có thể trao tặng Anh hùng Lao động Xã hội chủ nghĩa - những người tiên phong về nông nghiệp huân chương vàng "Búa liềm" thứ hai. Nghị định này quy định việc xây dựng tượng bán thân bằng đồng nếu được trao tặng huân chương "Búa liềm" hai lần nhằm mục đích vinh danh các Anh hùng trên quê hương của họ. Ngoài ra, hai lần trao huân chương vàng cũng được trao cho Anh hùng Lao động Xã hội Chủ nghĩa, những người hoạt động trong các lĩnh vực khác của nền kinh tế quốc dân.
Huân chương Lenin ban đầu được trao tặng không quá một lần, chỉ trao tặng kèm duy nhất khi danh hiệu được trao lần đầu.
Sau đó, Đoàn Chủ tịch Xô Viết Tối cao Liên Xô đã ban hành nghị quyết vào ngày 6 tháng 9 năm 1967, thiết lập một số đặc quyền dành cho Anh hùng Lao động xã hội chủ nghĩa, Anh hùng Liên Xô và người có cả ba Huân chương Quang Vinh (Орден Славы). Danh sách trợ cấp được mở rộng đến kỷ niệm 30 năm ngày Chiến thắng theo Nghị định ngày 30 tháng 4 năm 1975 và vẫn còn hiệu lực cho đến ngày nay, được pháp luật Liên bang Nga công nhận, mặc dù danh hiệu Anh hùng Lao động Xã hội Chủ nghĩa đã bị bãi bỏ.
Nghị định ngày 14 tháng 5 năm 1973, phê chuẩn Quy định về danh hiệu Anh hùng Lao động Xã hội Chủ nghĩa phiên bản mới. Quy chế xác định “Danh hiệu Anh hùng Lao động xã hội chủ nghĩa là danh hiệu cấp cao nhất đối với công lao trong lĩnh vực xây dựng kinh tế, văn hóa xã hội” và “được tặng cho những người có thành tích anh hùng lao động, có hoạt động sáng tạo đặc biệt xuất sắc, đã góp phần quan trọng vào việc nâng cao hiệu quả sản xuất xã hội, góp phần vào sự đi lên của kinh tế, khoa học, văn hóa, sự lớn mạnh và vinh quang của Liên Xô". Ngoài ra bãi bỏ việc hạn chế về số lần trao tặng lặp lại với huân chương "Búa liềm", tồn tại từ năm 1940 (không quá ba lần). Quy chế đã đưa ra thủ tục trao tặng Huân chương Lenin vào mỗi lần trao tặng Huân chương "Búa liềm". Quy chế cũng khẳng định nếu một cá nhân là Anh hùng Lao động xã hội chủ nghĩa đồng thời là Anh hùng Liên Xô, thì tượng bán thân bằng đồng cũng được xây dựng trên quê hương cá nhân đó, tương đương cá nhân đó nhận hai lần danh hiệu Anh hùng Lao động Xã hội chủ nghĩa. Ngoài ra, Quy chế đã phê duyệt danh sách các phúc lợi được thiết lập trước đó. Theo Nghị định của Đoàn Chủ tịch Xô Viết Tối cao Liên Xô ngày 22 tháng 8 năm 1988 "Về việc cải tiến thủ tục xét tặng các giải thưởng Nhà nước của Liên Xô", việc tặng thưởng nhiều lần huân chương "Búa liềm" đã bị dừng lại. Anh hùng Liên Xô, cũng là Anh hùng lao động xã hội chủ nghĩa, theo yêu cầu của các cơ quan chính phủ và tổ chức công có thể dựng tượng bán thân bằng đồng. Do đó chưa có bức tượng bán thân bằng đồng được dựng lên.
Ba năm sau, năm 1991, danh hiệu này bị bãi bỏ cùng với hệ thống giải thưởng của Liên Xô.
Sau khi Liên Xô sụp đổ, các Anh hùng Lao động Xã hội Chủ nghĩa còn sống - công dân của Nga được trả khoản tiền mặt hàng tháng, từ ngày 1 tháng 4 năm 2014 lên tới 36,930 rúp 55 kopecks.

## Thống kê
Tổng cộng 20,747 lượt phong tặng danh hiệu Anh hùng Lao động Xã hội chủ nghĩa. Tuy nhiên, 89 người đã bị tước danh hiệu Anh hùng Lao động Xã hội chủ nghĩa vì nhiều lý do khác nhau, và 45 người bị hủy bỏ các nghị định phong tặng danh hiệu do không có cơ sở, 3 người bị tước huân chương "Búa liềm" lần hai, tức là đã được phong tặng hai lần danh hiệu Anh hùng Lao động Xã hội Chủ nghĩa, nay chỉ còn một danh hiệu Anh hùng Lao động Xã hội chủ nghĩa. Như vậy, số Anh hùng Lao động Xã hội chủ nghĩa cuối cùng là 20,613 người, gồm 201 người nhận hai lần và 15 người nhận ba lần. Ít nhất 20 người đã được truy tặng sau khi qua đời.
Dữ liệu thống kê chi tiết cho toàn bộ lịch sử trao tặng danh hiệu không được kiến lập, nhưng vào năm 1988, dữ liệu tính đến ngày 1 tháng 7 năm 1988 đã được công bố (dựa trên tổng số 20,370 danh hiệu, có tính đến thời điểm sau đó ít hơn 400 giải thưởng đã được thực hiện, số liệu sau khá đầy đủ và khách quan):
Phân phối giải thưởng theo lĩnh vực hoạt động của những người được trao giải
- nông nghiệp - 12,441
- công nghiệp - 4,856
- xây dựng - 1,076
- vận tải - 800
- nhân viên các tổ chức khoa học - 319
- viện sĩ và thành viên tương ứng của Viện Hàn lâm Khoa học Liên Xô và các học viện khoa học cộng hòa - 273
- giáo dục - 155
- đại diện các cơ quan quản lý nhà nước và các cơ quan quản lý, tổ chức công - 123
- đại diện Bộ Quốc phòng Liên Xô - 100
- cựu chiến binh Đảng Cộng sản Liên Xô - 9
- đại diện các cơ quan nội chính và an ninh nhà nước - 5
- nhân viên trong các ngành khác - 89

Phân phối danh hiệu theo các nước cộng hòa thuộc Liên Xô
- Nga Xô - 9,670
- Ukraina Xô - 3,651
- Kazakhstan Xô - 1,803
- Gruzia Xô - 1,301
- Uzbekistan Xô - 922
- Azerbaijan Xô - 577
- Belarus Xô - 549
- Tajik Xô - 410
- Turkmen Xô - 323
- Kirghiz Xô - 275
- Armenia Xô- 225
- Moldavian Xô - 199
- Latvia Xô - 165
- Litva Xô - 163
- Estonia Xô - 137

## Cá nhân nổi bật
Danh hiệu Anh hùng Lao động Xã hội Chủ nghĩa đầu tiên được trao cho Stalin theo nghị định ngày 20 tháng 12 năm 1939. Năm 1945, ông cũng được trao tặng danh hiệu Anh hùng Liên Xô, nhưng Stalin cho rằng mình không xứng đáng với danh hiệu này nên ông không bao giờ đeo huân chương Sao vàng, trong khi huân chương "Búa liềm" được ông đeo thường xuyên. Anh hùng Lao động Xã hội Chủ nghĩa thứ hai là Vasily Degtyaryov trên cơ sở Nghị định ngày 2 tháng 1 năm 1940, người thứ ba được trao là Fedor Tokarev (Nghị quyết ngày 28 tháng 10 năm 1940). Nghị quyết ngày 28 tháng 10 năm 1940 cũng trao danh hiệu cho Nikolai Polikarpov, Boris Shpitalny, Vasiliy Grabin, Aleksandr Yakovlev, Alexander Mikulin, Vladimir Klimov, Ilya Ivanov, Mikhail Krupchatnikov. Anh hùng Lao động Xã hội Chủ nghĩa thứ 12 là Sergey Chaplygin (Nghị quyết ngày 1 tháng 2 năm 1941). Người thứ 13 là Andrey Kostikov.
Từ năm 1949, danh hiệu Anh hùng Lao động Xã hội Chủ nghĩa được nhiều lần trao.
Trong cả lịch sử Liên Xô có 16 người nhận vinh dự được 3 lần nhận danh hiệu Anh hùng Lao động Xã hội Chủ nghĩa:
1. Anatoly Petrovich Alexandrov (1954, 1960, 1973)
2. Boris Lvovich Vannikov (1942,1949, 1954)
3. Nikolai Leonidovich Dukhov (1945, 1949, 1954)
4. Yakov Borisovich Zeldovich (1949, 1954, 1956)
5. Sergey Vladimirovich Ilyushin (1941, 1957, 1974)
6. Mstislav Vsevolodovich Keldysh (1956, 1961, 1971)
7. Dinmukhamed Akhmetuly Kunaev (1972, 1976, 1982)
8. Igor Vasilyevich Kurchatov (1949, 1951, 1954)
9. Andrey Dmitryevich Sakharov (1953, 1955, 1962) tước toàn bộ danh hiệu
10. Efim Pavlovich Slavsky (1949, 1954, 1962)
11. Andrey Nikolayevich Tupolev (1945, 1957, 1972)
12. Hamrakul Tursunkulovich Tursunkulov (1948,1951,1957)
13. Yulii Borisovich Khariton (1949, 1951, 1954)
14. Nikita Sergeyevich Khrushchyov (1954, 1957, 1961)
15. Konstantin Ustinovich Chernenko (1976, 1981, 1984)
16. Kirill Ivanovich Shchelkin (1949, 1951, 1954)

Ba lần Anh hùng Lao động xã hội chủ nghĩa Andrey Sakharov đã bị tước danh hiệu này và cả ba huân chương Búa Liềm vì các hành động chống Liên Xô của mình bằng Nghị quyết của Đoàn Chủ tịch Xô viết Tối cao Liên Xô ngày 8 tháng 1 năm 1980. Sau đó, trong quá trình perestroika, Tổng bí thư Đảng Cộng sản Liên Xô Mikhail Gorbachev thông báo cho Sakharov đã chuẩn bị nghị quyết về việc khôi phục tất cả các danh hiệu cho ông. Tuy nhiên, đáp lại, Sakharov nói rằng ông sẽ chỉ nhận danh hiệu sau khi tất cả các tù nhân chính trị được trả tự do tại Liên Xô. Kết quả là ông không bao giờ được khôi phục danh hiệu.
Có 201 người nhận vinh dự được hai lần Anh hùng Lao động Xã hội chủ nghĩa, ngoài ra 3 Anh hùng Lao động Xã hội chủ nghĩa bị tước lần thứ hai, 1 người bị tước cả hai huân chương Búa liềm.
Có 11 Anh hùng Lao động Xã hội Chủ nghĩa cũng là Anh hùng Liên Xô:
1. Leonid Ilyich Brezhnev (4 danh hiệu Anh hùng Liên Xô, 1 danh hiệu Anh hùng Lao động Xã hội chủ nghĩa)
2. Kliment Yefremovich Voroshilov (2 danh hiệu Anh hùng Liên Xô, 1 danh hiệu Anh hùng Lao động Xã hội chủ nghĩa)
3. Vasily Ivanovich Golovchenko (1 danh hiệu Anh hùng Liên Xô, 1 danh hiệu Anh hùng Lao động Xã hội chủ nghĩa)
4. Valentina Stepanovna Grizodubova (1 danh hiệu Anh hùng Liên Xô, 1 danh hiệu Anh hùng Lao động Xã hội chủ nghĩa)
5. Pyotr Mironovich Masherov (1 danh hiệu Anh hùng Liên Xô, 1 danh hiệu Anh hùng Lao động Xã hội chủ nghĩa)
6. Kirill Prokofyevich Orlovsky (1 danh hiệu Anh hùng Liên Xô, 1 danh hiệu Anh hùng Lao động Xã hội chủ nghĩa)
7. Iosif Vissarionovich Stalin (1 danh hiệu Anh hùng Liên Xô, 1 danh hiệu Anh hùng Lao động Xã hội chủ nghĩa)
8. Pyotr Afanasyevich Trainin (1 danh hiệu Anh hùng Liên Xô, 1 danh hiệu Anh hùng Lao động Xã hội chủ nghĩa)
9. Ivan Moiseevich Tretyak (1 danh hiệu Anh hùng Liên Xô, 1 danh hiệu Anh hùng Lao động Xã hội chủ nghĩa)
10. Dmitry Fyodorovich Ustinov (1 danh hiệu Anh hùng Liên Xô, 2 danh hiệu Anh hùng Lao động Xã hội chủ nghĩa)
11. Nikita Sergeyevich Khrushchyov (1 danh hiệu Anh hùng Liên Xô, 3 danh hiệu Anh hùng Lao động Xã hội chủ nghĩa)

Nhà thiết kế vũ khí Mikhail Timofeyevich Kalashnikov có hai lần Anh hùng Lao động Xã hội chủ nghĩa (1958, 1976) và Anh hùng Liên bang Nga (2009).
Có 8 Anh hùng Lao động Xã hội chủ nghĩa được trao huân chương Quang vinh cả ba hạng:
1. Maxim Konstantinovich Velichko
2. Pavel Andreevich Litvinenko
3. Anatoly Alekseevich Martynenko
4. Vladimir Izrailevich Peller
5. Khatmulla Asylgareevich Sultanov
6. Sergei Vasilyevich Fedorov
7. Vasily Timofeevich Khristenko
8. Mikhail Savvich Yarovoy

Có 1 Anh hùng Lao động Xã hội chủ nghĩa được trao Huân chương Lao động Vinh quang:
1. Boris Ilyich Vashakidze

Có 2 Anh hùng Lao động Xã hội chủ nghĩa sau được trao danh hiệu Anh hùng Lao động Liên bang Nga:
1. Herbert Alexandrovich Yefremov
2. Evgeny Pavlovich Velikhov

Người cuối cùng trong lịch sử Liên Xô được phong tặng danh hiệu Anh hùng Lao động Xã hội Chủ nghĩa là ca sĩ opera người Kazakhstan Bibigul Tulegenova, được trao tặng theo Nghị quyết Tổng thống Liên Xô vào ngày 21 tháng 12 năm 1991.

## Sự kiện bên lề
Năm 1938-1939, kiến trúc sư Miron Ivanovich Merzhanov là tác giả của Huân chương Búa liềm. Ông cũng là tác giả của Huân chương Sao vàng trao tặng cho danh hiệu Anh hùng Liên Xô.
Ngày 30 tháng 9 năm 1943, Đoàn Chủ tịch Xô viết Tối cao Liên Xô ra nghị quyết phong tặng danh hiệu Anh hùng Lao động Xã hội chủ nghĩa cho các lãnh đạo cấp cao của Đảng và Nhà nước Liên Xô, Lavrentiy Beria, Georgy Malenkov, Anastas Mikoyan và Vyacheslav Molotov; đây là lần đầu tiên các lãnh đạo Đảng và Nhà nước được trao tặng sau khi trao tặng Stalin.
Ngày 5 tháng 11 năm 1943, Đoàn Chủ tịch Xô viết Tối cao Liên Xô ra nghị quyết phong tặng danh hiệu Anh hùng Lao động Xã hội chủ nghĩa cho đông đảo công nhân lao động bình thường. Trong số 127 người được phong tặng lần đầu tiên có phụ nữ trao - Antonina Nikolaevna Aleksandrova, Anna Petrovna Zharkova, Elena Mironovna Chukhnyuk. Cũng là lần đầu tiên, sáu người được truy tặng danh hiệu.
Trong cuộc Chiến tranh Vệ quốc vĩ đại, đã phong tặng danh hiệu Anh hùng Lao động Xã hội Chủ nghĩa cho 170 người. Tên của các Anh hùng trong chiến tranh (cũng như thời kỳ trước chiến tranh) được lưu danh bất tử trên hai cột đá hoa cương trong Phòng Danh tiếng của Bảo tàng Trung ương Chiến tranh Vệ quốc Vĩ đại - tổng cộng có 220 tên Anh hùng.
Năm 1947-1958, 8395 người được phong Anh hùng Lao động xã hội chủ nghĩa. Hầu hết trong số họ (7494 người) là công nhân nông trường.
Không giống như danh hiệu Anh hùng Liên Xô, danh hiệu Anh hùng Lao động Xã hội Chủ nghĩa chỉ được trao cho các công dân của Liên Xô. Một ngoại lệ là nhà vật lý hạt nhân người Đức Nikolaus Riehl.
Tương tự như Liên Xô, các danh hiệu tương tự đã được thiết lập ở hầu hết các nước thuộc phe xã hội chủ nghĩa: 
- Huân chương Lao động Nhân dân Ba Lan
- Anh hùng Lao động Cộng hòa Dân chủ Đức
- Anh hùng Lao động Xã hội chủ nghĩa Cộng hòa Nhân dân Bulgaria
- Anh hùng Lao động Xã hội chủ nghĩa Tiệp Khắc
- Anh hùng Lao động Xã hội chủ nghĩa Cộng hòa Nhân dân Hungary
- Anh hùng Lao động Cộng hòa Nhân dân Mông Cổ
- Anh hùng Lao động Xã hội chủ nghĩa Cộng hòa xã hội chủ nghĩa Romania
- Anh hùng Lao động Xã hội chủ nghĩa Albania
- Anh hùng lao động xã hội chủ nghĩa của Nam Tư
- Anh hùng Lao động Việt Nam
- Anh hùng Lao động Cộng hòa Cuba
- Anh hùng Lao động Cộng hòa Dân chủ Nhân dân Triều Tiên

Sau khi Liên Xô sụp đổ, hầu hết các quốc gia hậu Xô viết không có hệ thống khen thưởng thay thế. Năm 1998, danh hiệu Anh hùng Ukraine được thiết lập tại Ukraine với việc trao tặng kèm Huân chương Sao Vàng (vì đã có một hành động anh hùng) hoặc Huân chương của Nhà nước (vì thành tích lao động). Năm 2008, danh hiệu Anh hùng Lao động Kazakhstan được thiết lập, và năm 2013 danh hiệu Anh hùng Lao động Liên bang Nga.